# 王昂 (弘治進士)
王昂（1475年—？年），字仲顒，四川順慶府廣安州人，明朝政治人物。

## 生平
四川鄉試第二十六名舉人，弘治十八年（1505年）乙丑科會試第二百二十四名，三甲六十七名進士。嘉靖五年（1526年）以陝西副使分巡河西。

## 家族
曾祖王文貴，祖王明，父王紀綱，母李氏。慈侍下。兄王翱；王斅。